# Pacte d'amitié
Un pacte d'amitié est un accord passé entre deux villes, peuples, ou pays afin de témoigner d'un rapprochement. Il préfigure souvent un jumelage, un accord de coopération, d'entraide, de reconnaissance, voire une alliance.
Courant entre les municipalités, les pactes d'amitié et/ou de coopération, peuvent permettre d'accentuer les échanges dans les secteurs économiques, mais aussi dans la gestion de la municipalité. Entre les peuples et/ou les pays, c'est avant tout un geste de rapprochement, politique, culturel, mais aussi symbolique de confiance et de pardon.